# ماشین تندنویس

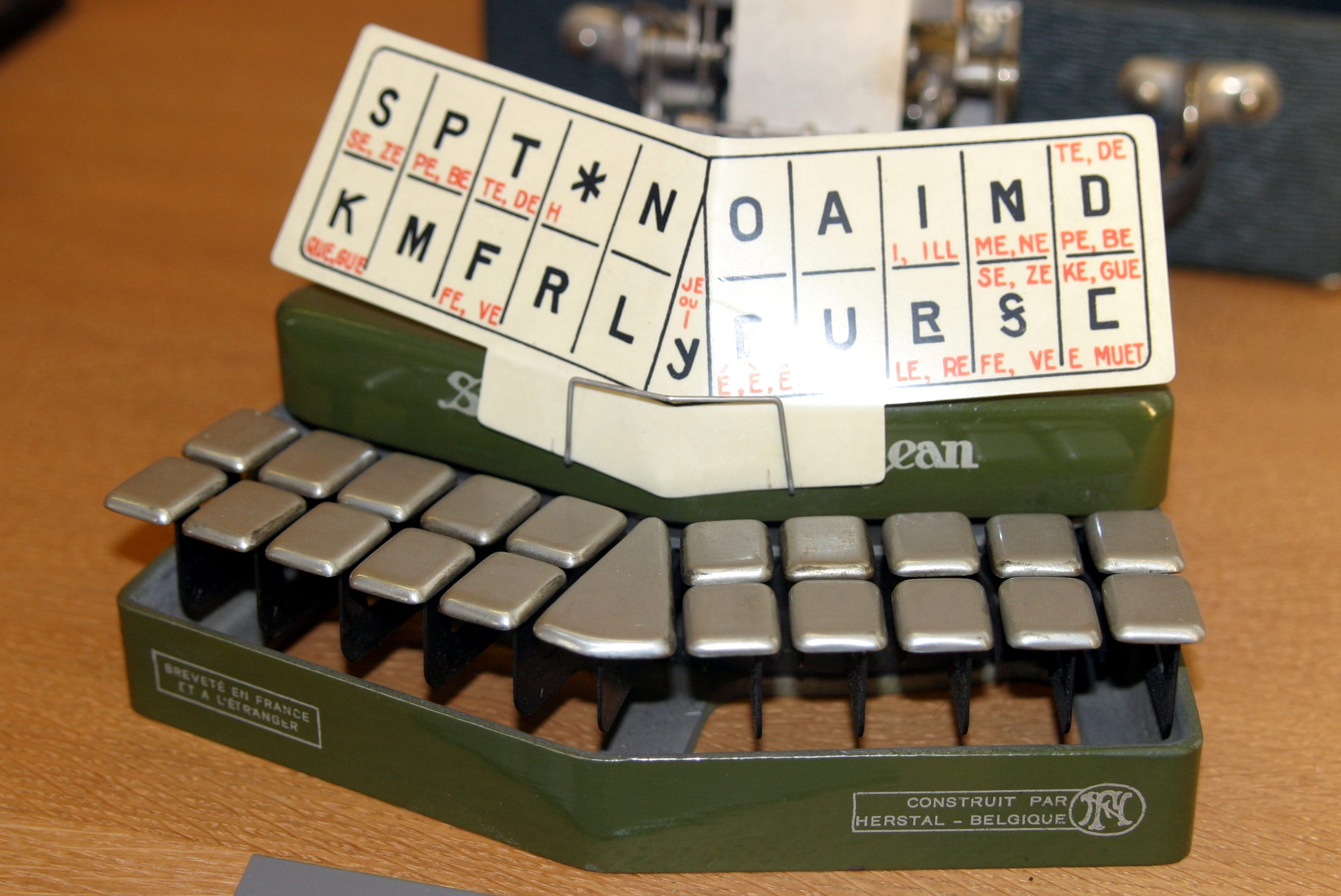
یک مدل قدیمی از ماشین تندنویس

ماشین تندنویس (انگلیسی: Stenotype) نوعی ماشین تحریر است که به طور ویژه برای تندنویسی طراحی شده است. 
تندنویس‌ها معمولاً برای تایپ سریع اسناد حداکثر به مرز ۱۸۰ تا ۲۲۵ واژه در دقیقه می‌رسیدند. تندنویس‌های بسیار باتجربه با این ماشین‌ها قادر به تایپ ۳۰۰ کلمه در دقیقه نیز بوده‌اند.